# حوزه انتخابیه چهل‌ویکم کالیفرنیا
حوزه انتخابیه چهل‌ویکم کالیفرنیا یک حوزه انتخابیه مجلس نمایندگان آمریکا است که در ایالت کالیفرنیا قرار دارد.